# Luis Carlos Ugalde
Luis Carlos Ugalde (* 1966 in Mexiko-Stadt) ist der gegenwärtige Präsident der mexikanischen Wahlbehörde.

## Leben
Luis Carlos Ugalde hat einen Bachelor in Wirtschaft am Instituto Tecnológico Autónomo de México, und daneben einen Master in Verwaltungswissenschaften, sowie einen Doktor in Politologie (beide an der Columbia University).
Später arbeitete er als Dozent an mehreren Universitäten, wie am CIDE, am Instituto Tecnológico de Estudios Superiores de Monterrey, in Harvard, der Georgetown University, und der American University.
Heute ist er unter Zustimmung der Parteien PRI und PAN, aber unter Protest des PRD Präsident der mexikanischen Wahlbehörde.
| Personendaten    | Personendaten                                                     |
| ---------------- | ----------------------------------------------------------------- |
| NAME             | Ugalde, Luis Carlos                                               |
| KURZBESCHREIBUNG | mexikanischer Politologe, Präsident der mexikanischen Wahlbehörde |
| GEBURTSDATUM     | 1966                                                              |
| GEBURTSORT       | Mexiko-Stadt                                                      |